# Jítrava
Jítrava (německy Deutsch Pankraz) je část obce Rynoltice v okrese Liberec ve stejnojmenném kraji. Leží pod Ještědsko-kozákovským hřbetem na horním toku Panenského potoka asi 2,5 kilometru severovýchodně od Rynoltic.
Na severozápadním konci vsi se nacházela osada Feldhäuser (též Sechshäuser), zaniklá po druhé světové válce.

## Historie
První písemná zmínka o vesnici pochází z roku 1352. Roku 1370 byla uvedena pod jménem Ditherivilla, později Dittersdorf nebo Dittrichsdorf. Za husitských válek však byla vypálena a později musela být založena znovu, tentokrát pod jménem Pankratz. Český název Jítrava je doložen v roce 1848, ve stejné době měla obec 159 domů a 1 082 obyvatel. Do roku 1878 pracovalo mnoho obyvatel vsi jako kameníci v pískovcových lomech na Vysoké nebo ve vápencových dolech na Ještědském hřbetu.

## Pamětihodnosti

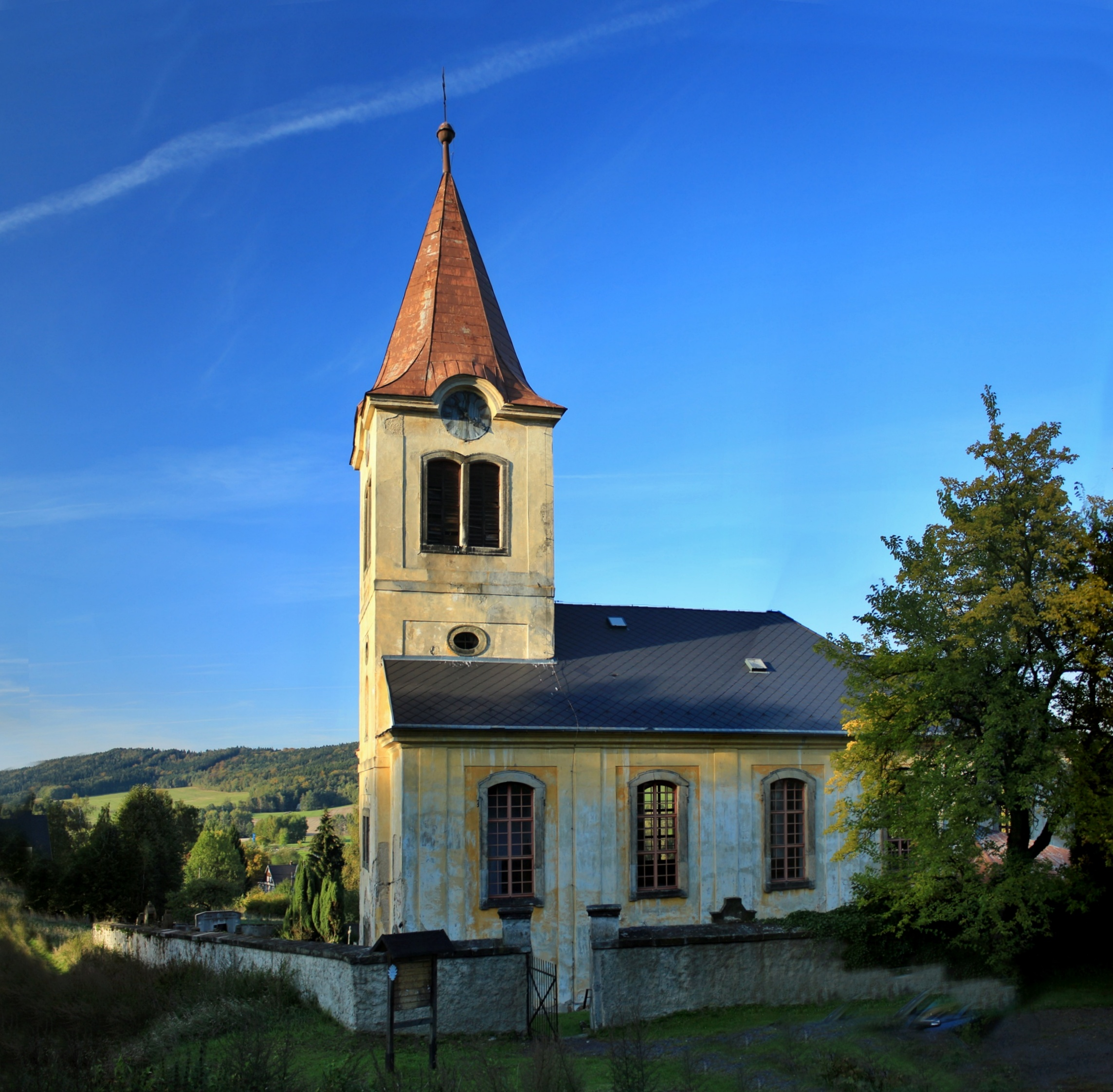
Jítravský kostel svatého Pankráce

- kostel svatého Pankráce – barokní kostel z roku 1710 a polygonální kaple z roku 1737. Kostel vyhořel po zásahu bleskem 8. dubna 1868, vzápětí byl však znovu postaven.
- socha svatého Václava
- socha svatého Jana Nepomuckého
- Vápenný (790 m) je vrch v Ještědském hřebeni, ve kterém jsou bohatě zdobené vápencové jeskyně, z nichž největší je Západní jeskyně. Tyto veřejnosti nepřístupné jeskyně jsou hnízdištěm netopýrů, a jsou spolu s přirozenými společenstvími bučin chráněny jako přírodní rezervace Velký Vápenný.
- Bílé kameny (také Sloní kameny) je státem chráněná přírodní památka na úpatí vrchu Vysoká.
- Havran, též známý jako Havran u Jítravy, je skalní věž při silnici v Jítravském sedle, která se však nachází již na katastrálním území Bílého Kostela nad Nisou.

## Fotogalerie

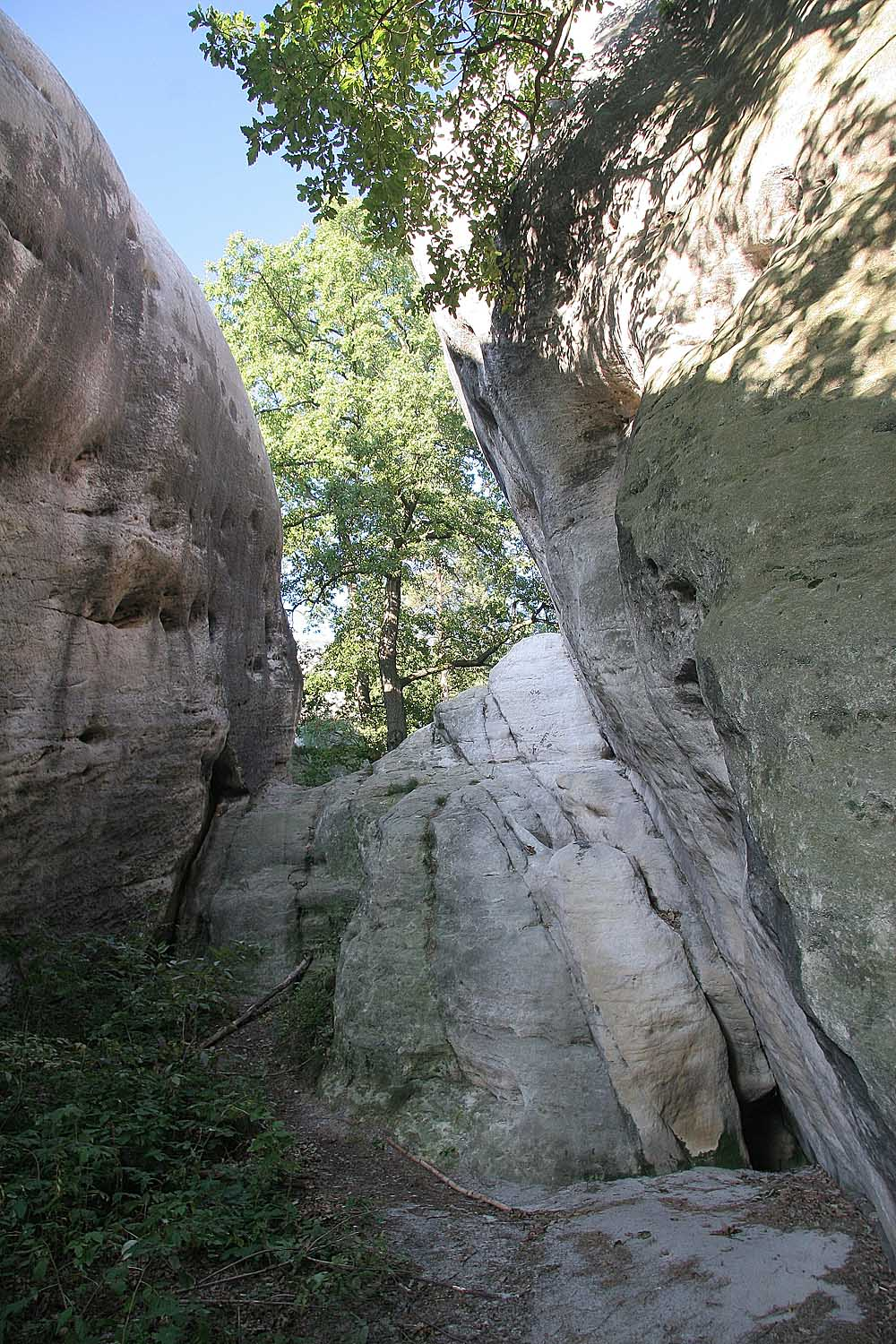
Přírodní památka Bílé kameny
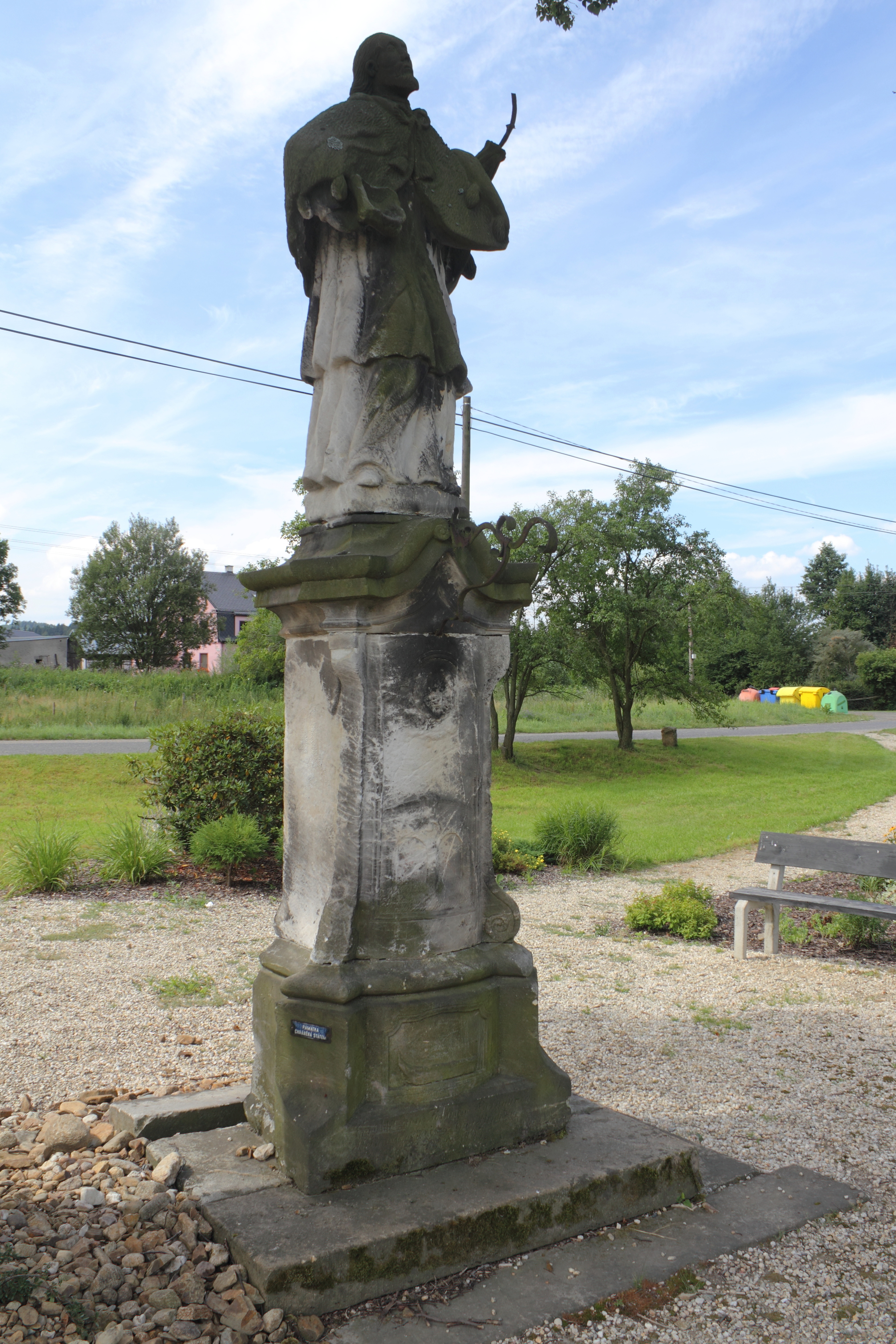
Socha sv. Jana Nepomuckého
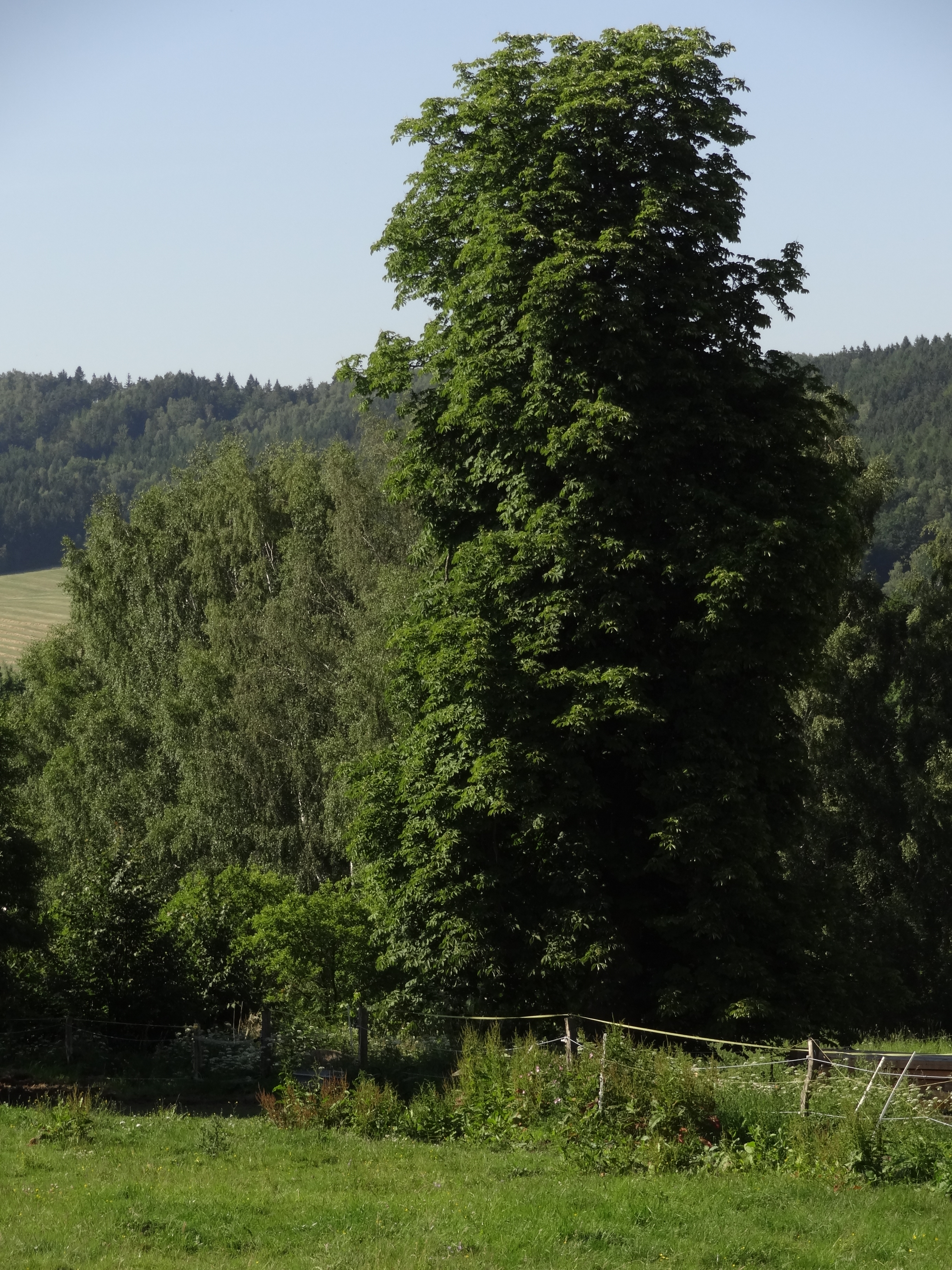
Památný strom jírovec maďal u čp. 20
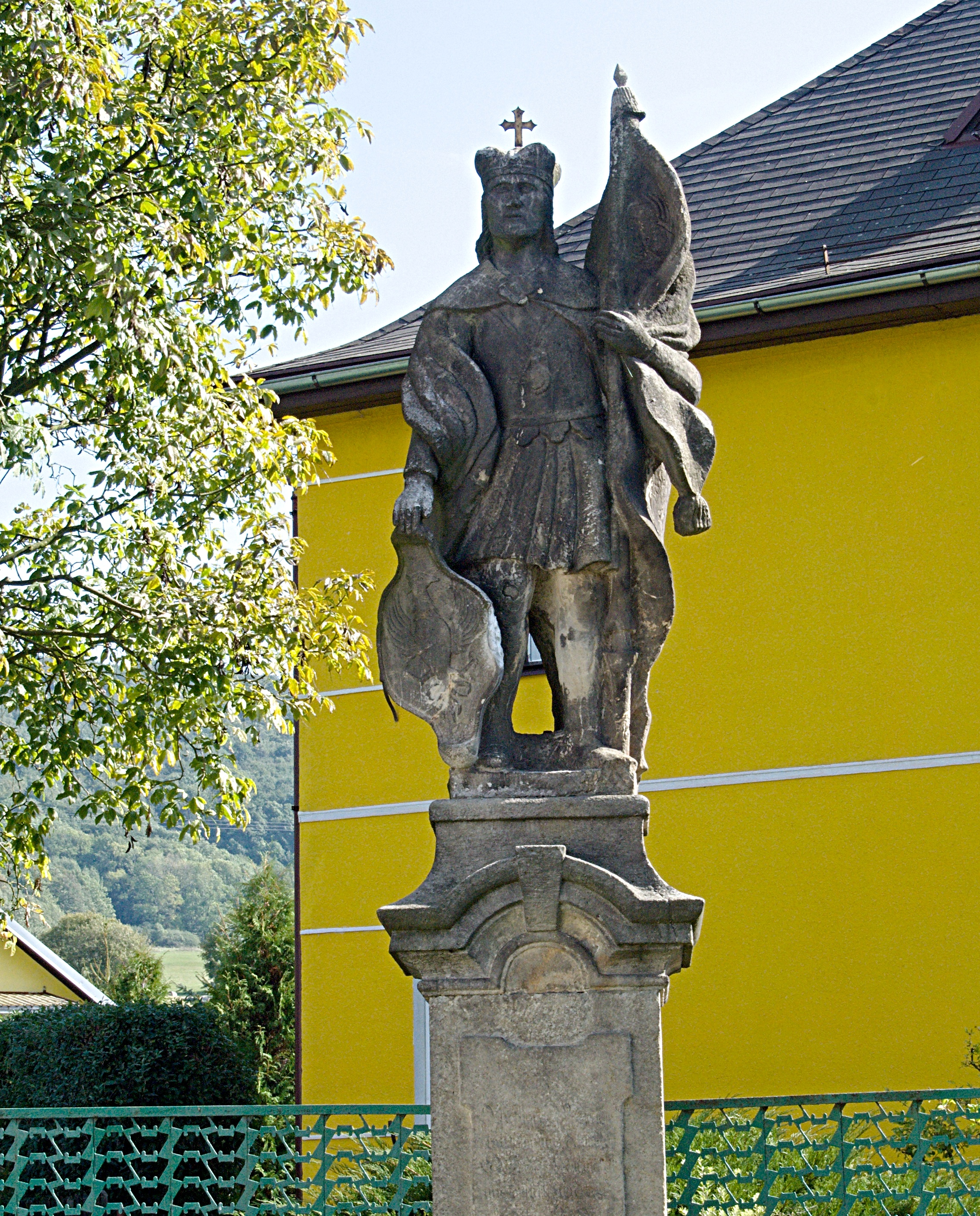
Socha sv. Václava před domem čp. 164
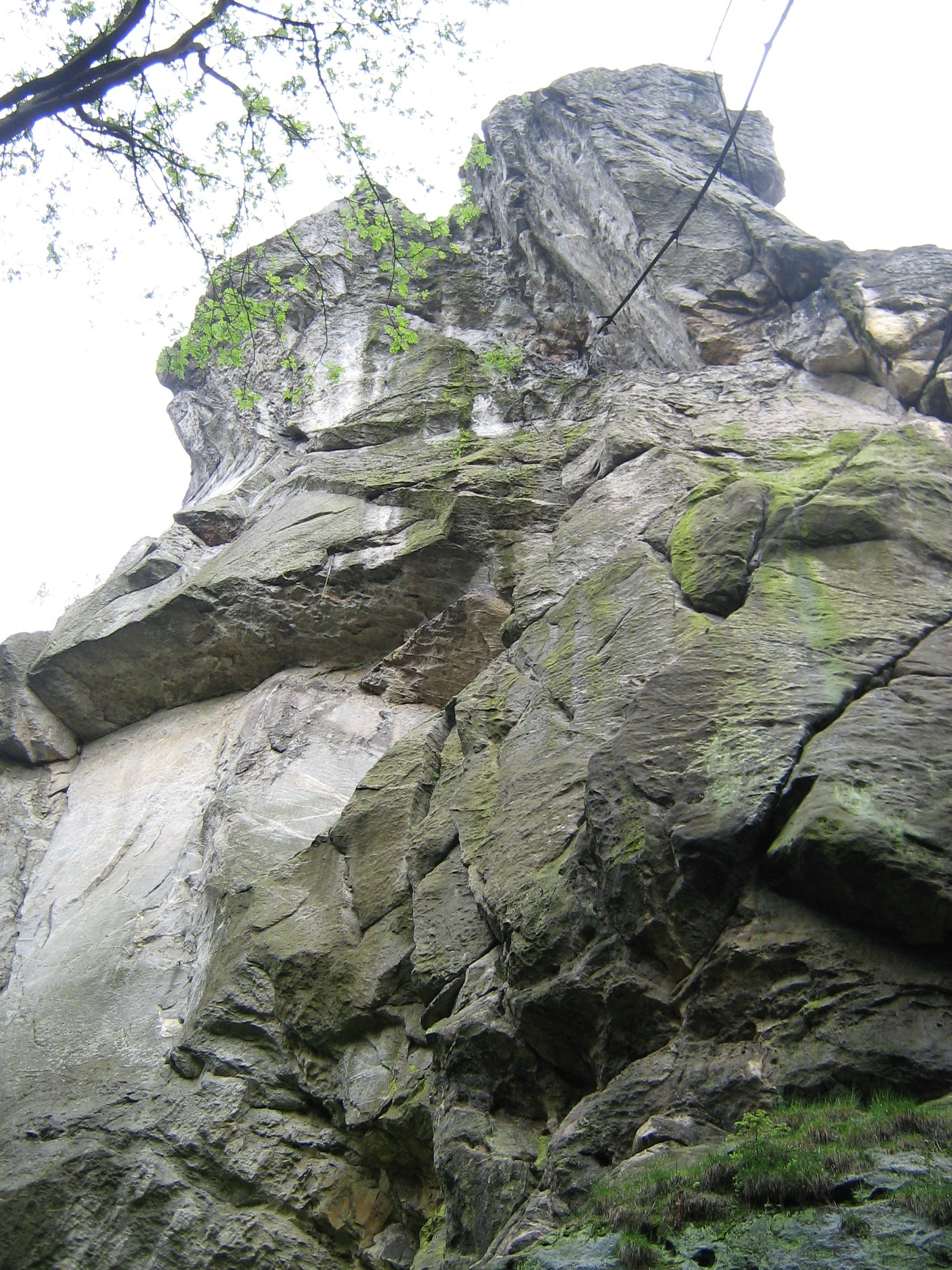
Skalní věž Havran u Jítravy

## Cestovní ruch
Poblíž obce začíná Mezinárodní naučná stezka Lužické a Žitavské hory. 